# François d'Alphonse

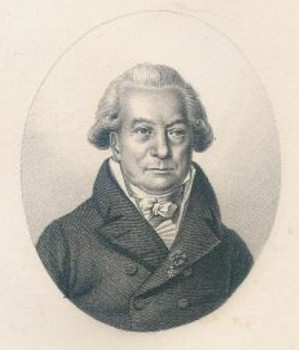
Baron d'Alphonse

François Jean-Baptiste d'Alphonse (ook Dalphonse) (Bonny-sur-Loire, 22 oktober 1756 - Agonges, 24 september 1821) was een Frans politicus, ambtenaar en jurist.
Hij was werkzaam als advocaat en zetelde meermaals in het parlement. Vanaf 1800 was d'Alphonse consul en van 1811 tot in 1813 was hij intendant van Binnenlandse Zaken in de Nederlandse regering tijdens de Franse tijd. Daarna was hij wederom parlementslid.
Hij kreeg de adellijke titel baron de l'empire en werd benoemd tot commandant in het Legioen van Eer.
- Bibliothèque nationale de France: cb118885599 (data)
- Biografisch Portaal: 03660243
- CiNii: DA15936512
- Gemeinsame Normdatei: 101932898
- International Standard Name Identifier: 0000 0000 8112 9404
- Library of Congress Control Number: n86845892
- Nederlandse Thesaurus van Auteursnamen: 160448689
- Système universitaire de documentation: 02668327X
- Virtual International Authority File: 34452194
- WorldCat: E39PBJd3JJ3hKXpXwPpGtV7yh3